# Hachim Mastour
Hachim Mastour (en árabe: هَاشِم مَسْتُور‎; Reggio Emilia, Italia, 15 de junio de 1998) es un futbolista marroquí que juega como centrocampista en el Virtus Verona.
Fue internacional absoluto con la selección de Marruecos en 2015, siendo el debutante más joven en la historia de la misma. Era considerado una de las más grandes promesas del fútbol mundial pero el ser cedido a distintos equipos, donde no le dieron casi nada de rodaje, ha provocado un bajón en su nivel y proyección a futuro.

## Trayectoria

### AC Milan
Debutó no oficialmente contra San Lorenzo en un partido amistoso el 5 de noviembre de 2014, ingresando por Sulley Muntari en el minuto 64, con el dorsal 98.
Su segunda aparición fue contra el Real Madrid el 30 de diciembre del mismo año, aunque también fue un partido amistoso. En este último ingresó por El Shaarawy en el minuto 75.

### Málaga CF (cedido)
El 31 de agosto de 2015, en el último día del mercado de fichajes, el Málaga Club de Fútbol anunció la cesión por dos años con una opción de compra por 5 millones de euros del joven italo-marroquí.
Tras varias semanas tramitando su pase y sin poder debutar en competición oficial, ya que la FIFA debía otorgar una autorización especial para su transferencia por ser menor de edad, finalmente el 5 de noviembre el club recibió el permiso para inscribir a Mastour oficialmente como jugador boquerón. Apenas dos días más tarde, el entrenador Javi Gracia lo incluyó en la lista de convocados para el siguiente partido, debutando en la Primera División de España el 7 de noviembre de 2015 en el Estadio La Rosaleda. Hizo su ingreso en el minuto 84 por Adnane Tighadouini, en el partido que finalizó con derrota del Málaga por 1-0 frente al Real Betis.
Ese sería el único partido de Mastour en el Málaga antes de ser devuelto al Milan.

### PEC Zwolle (cedido)
El 7 de julio de 2016 se anunció que volvería al A. C. Milan, luego de que el Málaga finalizara anticipadamente su préstamo. Una semana más tarde, llegó en calidad de cedido por un año al PEC Zwolle de los Países Bajos.
Debutó con el club en la segunda jornada de la Eredivisie contra el Sparta de Rotterdam sustitutendo a Youness Mokhtar en el 73' perdiendo el partido 0-3. Durante las dos siguientes jornadas también contaría con minutos pero con el tiempo perdería importancia en el equipo llegando a ser relegado a la cantera. Su único gol lo marcó con el equipo b contra el filial del Willem II Tilburgo.

### Regreso al Milan
Para la temporada 2017-18, Mastour no sale cedido del club en esta ocasión manteniéndose en el AC Milan pero debido a una suspensión y a que no contaba en los planes del club ya que a su entrenador Gattuso no le gustaba que este todo el tiempo expuesto en redes sociales como Instagram y como Mastour decidió seguir con esas actitudes Gattuso lo relegó del equipo, no jugaría un partido hasta el 31 de marzo de 2018 con el filial, pisando un terreno de juego tras casi un año sin haber jugado ningún partido oficial.

### Lamia FC
En septiembre de 2018 se hizo oficial su fichaje por el Lamia FC de Grecia tras haberse desvinculado del Milan meses atrás donde jugaría 6 partidos y daría una asistencia.

### Reggina 1914
En octubre de 2019 el joven anunció su fichaje por el Reggina 1914 de Italia a través de su cuenta personal de Instagram tras haber estado un tiempo sin equipo.
Carpi FC
Tras 2 partidos más con el Reggina en Serie B, sería cedido al Carpi. En el Carpi jugaría 10 partidos, donde anotaría un gol. Al final de la sesión terminaría su contrato en Reggina y quedaría como jugador libre.

## Selección nacional

### Categorías inferiores
Participó en la selección de fútbol sub-16 de Italia desde el año 2013 hasta 2015, marcando 1 gol en 5 partidos.

### Selección de Marruecos
El 12 de junio debutó frente a Libia en un partido oficial, ingresando en el minuto 89 del partido y convirtiéndose en el jugador más joven de la historia en debutar en la selección de fútbol de Marruecos con 16 años y 362 días.

## Clubes
| Club                    | País         | Año       | Partidos | Goles |
| ----------------------- | ------------ | --------- | -------- | ----- |
| A. C. Milan             | Italia       | 2013-2018 | 0        | 0     |
| Málaga C. F. (préstamo) | España       | 2015-2016 | 1        | 0     |
| PEC Zwolle (préstamo)   | Países Bajos | 2016-2017 | 6        | 0     |
| Lamia F. C.             | Grecia       | 2018-2019 | 6        | 0     |
| Reggina 1914            | Italia       | 2019-2021 | 12       | 0     |
| Carpi F. C. 1909        | Italia       | 2021      | 10       | 1     |
| Renaissance Zemamra     | Marruecos    | 2022-2023 | 2        | 2     |
| Union de Touarga        | Marruecos    | 2023-2025 | 9        | 0     |
| Virtus Verona           | Italia       | 2025-     |          |       |

### Estadísticas
Actualizado al último partido jugado el 5 de marzo de 2020.
 
style="background:#DDDDDD; color:#000000"

| Club                      | Div.          | Temporada     | Liga  | Liga  | Liga   | Copas nacionales(1) | Copas nacionales(1) | Copas nacionales(1) | Copas internacionales(2) | Copas internacionales(2) | Copas internacionales(2) | Total | Total | Total  | Media goleadora(3) |
| Club                      | Div.          | Temporada     | Part. | Goles | Asist. | Part.               | Goles               | Asist.              | Part.                    | Goles                    | Asist.                   | Part. | Goles | Asist. | Media goleadora(3) |
| ------------------------- | ------------- | ------------- | ----- | ----- | ------ | ------------------- | ------------------- | ------------------- | ------------------------ | ------------------------ | ------------------------ | ----- | ----- | ------ | ------------------ |
| Málaga C. F. · España     | 1.ª           | 2015-16       | 1     | 0     | 0      | 0                   | 0                   | 0                   | -                        | -                        | -                        | 1     | 0     | 0      | 0                  |
| Málaga C. F. · España     | Total club    | Total club    | 1     | 0     | 0      | 0                   | 0                   | 0                   | 0                        | 0                        | 0                        | 1     | 0     | 0      | 0                  |
| PEC Zwolle · Países Bajos | 1.ª           | 2016-17       | 5     | 0     | 0      | 1                   | 0                   | 0                   | -                        | -                        | -                        | 6     | 0     | 0      | 0                  |
| PEC Zwolle · Países Bajos | Total club    | Total club    | 5     | 0     | 0      | 1                   | 0                   | 0                   | 0                        | 0                        | 0                        | 6     | 0     | 0      | 0                  |
| Lamia F. C. · Grecia      | 1.ª           | 2018-19       | 6     | 0     | 0      | 2                   | 0                   | 0                   | -                        | -                        | -                        | 6     | 0     | 0      | 0                  |
| Lamia F. C. · Grecia      | Total club    | Total club    | 6     | 0     | 0      | 2                   | 0                   | 0                   | 0                        | 0                        | 0                        | 6     | 0     | 0      | 0                  |
| Reggina 1914 · Italia     | 3.ª           | 2019-20       | 10    | 0     | 1      | 0                   | 0                   | 0                   | -                        | -                        | -                        | 3     | 0     | 0      | 0                  |
| Reggina 1914 · Italia     | Total club    | Total club    | 22    | 0     | 0      | 0                   | 0                   | 0                   | 0                        | 0                        | 0                        | 3     | 0     | 0      | 0                  |
| Carpi Italia 2020-21      |               | 2020-21       |       |       |        |                     |                     |                     |                          |                          |                          |       |       |        |                    |
| Total carrera             | Total carrera | Total carrera | 11    | 0     | 0      | 3                   | 0                   | 0                   | 0                        | 0                        | 0                        | 16    | 0     | 0      | 0                  |

## Palmarés

### Campeoanatos nacionales
| Título  | Club                | País      | Año     |
| ------- | ------------------- | --------- | ------- |
| Serie C | Reggina 1914        | Italia    | 2019-20 |
| GNF 2   | Renaissance Zemamra | Marruecos | 2022-23 |

### Distinciones individuales
| Distinción                                                                     | Año  |
| ------------------------------------------------------------------------------ | ---- |
| Parte de los 50 mejores jugadores del mundo para The Guardian (categoría 1998) | 2015 |